# La Pluie (chanson)
Pour les articles homonymes, voir La Pluie.
Singles de Louane
La Pluie (Aeroplane Remix)
(2024)
La Pluie est un single musical de la chanteuse française Louane.
Sept ans après la sortie de Jour de pluie, extrait de son premier album, Chambre 12, l’artiste évoque une nouvelle fois ses émotions à travers l’averse. Cette fois-ci, Louane a peur que sa relation prenne fin et chante son attachement à l’être aimé. Louane signe donc son retour avec le titre La Pluie, un morceau poétique aux rythmes entrainants qui aborde les doutes de la chanteuse sur sa fin de relation. La chanteuse devrait dévoiler cette année son nouvel album. Le projet qui n’a pas encore de nom est attendu avec impatience depuis la sortie de la réédition de Sentiments en octobre dernier,.
La pluie est le premier extrait du nouvel album de Louane, Solo, à paraître le 25 octobre 2024,,.

## Composition
Le titre est réalisé par Tristan Salvati, artisan des tubes d’Angèle, qui avait déjà arrangé Secret pour Louane, et mixé par Jeff Gunnel (Espresso de Sabrina Carpenter),.

## Clip officiel
Le clip est réalisé par Runser Mila qui a déjà réalisé pour Louane, celui de Pardonne-moi et Les Étoiles. Pour ce clip, où Louane danse sous la pluie, les chorégraphies sont signées Mehdi Kerkouche,.